# Warriors Bologna 2012
I Warriors Bologna hanno disputato la Italian Football League 2012, classificandosi terzi nel Girone Unico (primi per percentuale di vittorie assieme a Elephants Catania e Panthers Parma, terzi in base alla classifica avulsa); nella semifinale dei play-off sono stati eliminati dai Panthers Parma.
Il capo-allenatore Vincent Vinny Argondizzo è stato chiamato dalla FIDAF a guidare la Nazionale Italiana ed è stato sostituito da Antonino Tony Mangiafico, già giocatore e allenatore di lungo corso, con esperienze di preparatore atletico in altre discipline sportive.
Oltre ai confermati Jordan Scott (runningback) e Walter Peoples (wide receiver, defensive back), è stato ingaggiato il quarterback Eric Watt dalla Trine University come terzo giocatore statunitense.

## Girone
I Guerrieri sono stati inseriti nel girone unico della Italian Football League.
| Girone Unico       |
| Daemons Martesana  |
| Dolphins Ancona    |
| Doves Bologna      |
| Elephants Catania  |
| Giants Bolzano     |
| Hogs Reggio Emilia |
| Lions Bergamo      |
| Marines Lazio      |
| Panthers Parma     |
| Rhinos Milano      |
| Seamen Milano      |
| Warriors Bologna   |

## Stagione regolare
I Guerrieri hanno disputato un girone all'italiana con sola andata, affrontando una volta tutte le altre squadre del girone, per un totale di 11 incontri (6 giocati in casa, e 5 in trasferta).
| Parma 26 febbraio 2012, ore 15:00 CEST 1ª giornata | Panthers Parma | 20 – 13 (6-0 7-0 7-7 0-6) | Warriors Bologna | Stadio XXV Aprile (1200 spett.)\| Arbitro: \| Tansini \| |
| Arbitro:                                           | Tansini        |                           |                  |                                                          |

| Bologna 3 marzo 2012, ore 21:00 CEST 2ª giornata | Warriors Bologna | 40 – 26 (7-0 14-6 13-6 0-14) | Seamen Milano | Alfheim Field – Centro sportivo "Giorgio Bernardi" (900 spett.)\| Arbitro: \| Landini \| |
| Arbitro:                                         | Landini          |                              |               |                                                                                          |

| Cernusco sul Naviglio 10 marzo 2012, ore 21:00 CEST 3ª giornata | Daemons Martesana | 26 – 48 | Warriors Bologna | Stadio Gaetano Scirea, via Buonarroti |

| Bologna 17 marzo 2012, ore 21:00 CEST 4ª giornata | Warriors Bologna | 34 – 28 | Hogs Reggio Emilia | Alfheim Field – Centro sportivo "Giorgio Bernardi" |

| Bolzano 1º aprile 2012, ore 14:30 CEST 5ª giornata | Giants Bolzano | 20 – 21 | Warriors Bologna | Stadio Europa, via Resia 1 |

| Bologna 14 aprile 2012, ore 21:00 CEST 6ª giornata | Doves Bologna | 12 – 34 | Warriors Bologna | C.S. Bernardi, via degli Orti 60 |

| Bologna 21 aprile 2012, ore 21:00 CEST 7ª giornata | Warriors Bologna | 28 – 20 | Rhinos Milano | Alfheim Field – Centro sportivo "Giorgio Bernardi" |

| Bologna 28 aprile 2012, ore 21:00 CEST 8ª giornata | Warriors Bologna | 34 – 28 | Lions Bergamo | Alfheim Field – Centro sportivo "Giorgio Bernardi" |

| Catania 13 maggio 2012, ore 14:00 CEST 10ª giornata | Elephants Catania | 65 – 41 | Warriors Bologna | C.S. CUS Catania, via Santa Sofia |

| Bologna 19 maggio 2012, ore 21:00 CEST 11ª giornata | Warriors Bologna | 83 – 68 | Dolphins Ancona | Alfheim Field – Centro sportivo "Giorgio Bernardi" |

| Bologna 2 giugno 2012, ore 21:00 CEST 13ª giornata | Warriors Bologna | 42 – 36 | Marines Lazio | Alfheim Field – Centro sportivo "Giorgio Bernardi" |

## Classifica
I Guerrieri hanno chiuso la stagione regolare con un record di 9 partite vinte e 2 perse, il quarto attacco e la settima difesa della divisione per punti fatti e subiti, piazzandosi al primo posto del girone alla pari con gli Elephants Catania e i Panthers Parma per percentuale di vittorie, che è diventato terzo posto con il computo della classifica avulsa.
| Classifica Girone Unico |    |   |    |     |     |      |           |
| Team                    | PG | W | L  | PF  | PS  | DP   | Millesimi |
| Panthers Parma          | 11 | 9 | 2  | 426 | 200 | 226  | 818       |
| Elephants Catania       | 11 | 9 | 2  | 454 | 339 | 115  | 818       |
| Warriors Bologna        | 11 | 9 | 2  | 418 | 349 | 69   | 818       |
| Giants Bolzano          | 11 | 8 | 3  | 338 | 223 | 115  | 727       |
| Rhinos Milano           | 11 | 8 | 3  | 347 | 283 | 64   | 727       |
| Dolphins Ancona         | 11 | 7 | 4  | 477 | 395 | 82   | 636       |
| Daemons Cernusco        | 11 | 4 | 7  | 291 | 322 | -31  | 364       |
| Hogs Reggio Emilia      | 11 | 4 | 7  | 307 | 353 | -46  | 364       |
| Seamen Milano           | 11 | 4 | 7  | 302 | 366 | -64  | 364       |
| Lions Bergamo           | 11 | 3 | 8  | 294 | 328 | -34  | 273       |
| Marines Lazio           | 11 | 1 | 10 | 251 | 388 | -137 | 91        |
| Doves Bologna           | 11 | 0 | 11 | 180 | 539 | -359 | 0         |

## Playoff
I Guerrieri hanno vinto all'Alfheim Field il primo turno dei playoff (wild card) contro i Dolphins Ancona per 41 – 34, poi hanno perso la semifinale contro i Panthers Parma prossimi Campioni d'Italia, giocata allo Stadio Lanfranchi, per 20 – 42.
| Bologna 9 giugno 2012, ore 20:30 CEST Wild card | Warriors Bologna | 41 – 34 | Dolphins Ancona | Alfheim Field – Centro sportivo "Giorgio Bernardi" |

| Parma 24 giugno 2012, ore 20:30 CEST Semifinale | Panthers Parma | 42 – 20 | Warriors Bologna | Stadio XXV Aprile |

## Statistiche

### Squadra
| Stagione | regular season | regular season | regular season | regular season | regular season | regular season | playoff | playoff | playoff | playoff | playoff | playoff    | playoff        |
|          | Vin            | Par            | Per            | Tot            | PF             | PS             | Vin     | Per     | Tot     | PF      | PS      | risultato  | avversaria     |
| -------- | -------------- | -------------- | -------------- | -------------- | -------------- | -------------- | ------- | ------- | ------- | ------- | ------- | ---------- | -------------- |
| 2012     | 9              | 0              | 2              | 11             | 418            | 349            | 1       | 1       | 2       | 61      | 76      | Semifinale | Panthers Parma |

I Guerrieri hanno chiuso la stagione senior 2012 con un record complessivo di 10 vittorie e 3 sconfitte.

## Squadra

### Giocatori Usa
Oltre ai confermati Jordan Scott (runningback) e Walter Peoples (wide receiver, defensive back), è stato ingaggiato il quarterback Eric Watt come terzo giocatore statunitense.
Negli anni degli studi universitari, dal 2007 al 2011, Eric Watt da Kentland (Indiana) ha disputato la NCAA Division III con il Trine College di Angola (Indiana), diventando uno dei migliori QB della divisione, ottenendo numerosi riconoscimenti individuali tra cui il Gagliardi Trophy – considerato l'equivalente dell'Heisman Trophy per i college di terza categoria – nel 2010 e battendo 12 record dei Thunder. Nel 2016 è stato introdotto nella Hall of Fame dell'Università.
Dopo l'esperienza bolognese, Watt si dedicherà a tempo pieno al lavoro di analista economico presso la Lehman Manufacturing a Chicago.

### Roster
Fonte: sito ufficiale dei Warriors Bologna – Serie A – 2012